# Tiếng Samoa
Tiếng Samoa (Gagana Sāmoa, (phát âm là ŋaˈŋana ˈsaːmoa) là ngôn ngữ của cư dân ở quần đảo Samoa, bao gồm quốc gia Samoa độc lập và vùng lãnh thổ Samoa thuộc Mỹ của Hoa Kỳ.
Cùng với tiếng Anh, tiếng Samoa là ngôn ngữ chính thức ở cả hai thực thể. Tiếng Samoa là một ngôn ngữ thuộc họ ngôn ngữ Polynesia và là ngôn ngữ thứ nhất của hầu hết 286.000 cư dân trên quần đảo Samoa. Cùng với nhiều người Samoa sinh sống tại các quốc gia khác, tổng số người sử dụng ngôn ngữ này được ước tính là khoảng 910.000 người năm 2019 trong khi dân số Samoa trên toàn thế giới là khoảng 1,8 triệu người. Đây là ngôn ngữ được sử dụng rộng rãi thứ ba tại New Zealand, nơi có hơn 2.2% dân số, 101.900 người, có thể nói nó vào năm 2018. Ngôn ngữ này được chú ý với âm vị học khác biệt giữa lối nói mang tính nghi thức và không mang tính nghi thức cùng như một hình thái ngôn ngữ trang trọng được sử dụng trong nhà nguyện ở Samoa.

## Lịch sử
Dấu vết khảo cổ lâu đời nhất từ thời tiền sử tại Samoa được các nhà khoa học New Zealand xác định là có niên đại cách ngày nay khoảng 3.000 năm từ một điểm Lapita tại Mulifanua được khai quật từ thập kỉ 1970.

## Phân loại
Tiếng Samoa là một ngôn ngữ phân tích, đơn lập và là thành viên của ngữ hệ Nam Đảo, cụ thể là nhóm ngôn ngữ Samo của nhóm ngôn ngữ Polynesia. Nó có liên quan chặt chẽ với các ngôn ngữ Polynesia khác với nhiều gốc từ được chia sẻ như ali'i, 'ava, Atua, Tapu và số đếm cũng như trong tên của các vị thần trong thần thoại.
Các nhà ngôn ngữ học có phân loại tiếng Samoa khác nhau trong mối liên hệ với các ngôn ngữ Polynesia khác. Phân loại "truyền thống", dựa trên những đổi mới được chia sẻ về ngữ pháp và từ vựng, đặt tiếng Samoa với tiếng Tokelau, các ngôn ngữ Polynesia ngoại lai và các ngôn ngữ Đông Polynesia, bao gồm tiếng Rapanui, tiếng Māori, tiếng Tahiti và tiếng Hawaii. Nhóm ngôn ngữ Polynesia hạt nhân và Tonga (ngôn ngữ của Tonga và Niue) là các phân nhánh chính của Polynesia theo phân tích này. Một bản sửa đổi của Marck đã diễn giải lại các mối quan hệ giữa tiếng Samoa và các ngôn ngữ ngoại lai. Năm 2008, một phân tích các từ vựng cơ bản, từ Cơ sở dữ liệu từ vựng cơ bản Nam Đảo trái ngược nhau ở chỗ, trong khi một phần cho thấy tiếng Tonga và tiếng Samoa tạo thành một nhóm nhỏ, nhóm con Polynesia hạt nhân và Tonga cũ vẫn được đưa vào tìm kiếm phân loại của chính cơ sở dữ liệu.

## Phân bố
Có khoảng 910.000 người nói tiếng Samoa trên toàn thế giới, 25% trong số họ sống ở quần đảo Samoa, tiếp theo là ở New Zealand, nơi dân tộc Samoa chiếm tỉ lệ cao nhất sau đó là người New Zealand gốc Châu Âu, người Māori và người Hán: cuộc điều tra dân số New Zealand năm 2006 ghi nhận 95.428 người nói tiếng Samoa và 141.103 người dân tộc Samoa. Trong số những người Samoa ở New Zealand, 102.000 người có thể nói tiếng Samoa. Tiếng Samoa là ngôn ngữ được sử dụng phổ biến thứ ba ở New Zealand sau tiếng Anh và tiếng Māori.

Quốc kì Samoa nơi tiếng Samoa là ngôn ngữ chính thức.

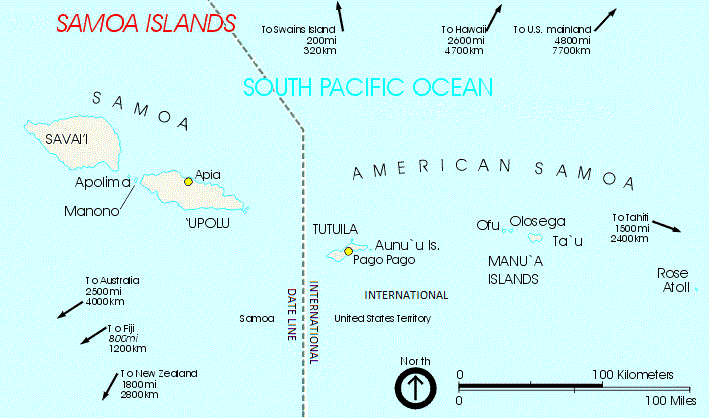
Samoa và đảo Samoa của Mỹ, nơi tiếng Samoa là ngôn ngữ chính thức.

Phần lớn người Samoa ở New Zealand (66,4 phần trăm) cư trú tại thủ đô thương mại Auckland. Trong số những người nói tiếng Samoa, 67,4% sống ở Auckland và 70,4% những người thuộc dân tộc Samoa và người nói tiếng Samoa sống ở thành phố đó.
Theo điều tra dân số Úc năm 2006, có 38.525 người nói tiếng Samoa ở Úc và 39.992 người gốc Samoa.
Điều tra dân số Hoa Kỳ năm 2010 cho thấy hơn 180.000 người Samoa cư trú tại Hoa Kỳ, gấp ba lần số người sống ở Samoa thuộc Mỹ, trong khi ít hơn một chút so với dân số ước tính của quốc đảo Samoa - 193.000, tính đến tháng 7 năm 2011.
Tuần lễ ngôn ngữ Samoa (Vaiaso o le Gagana Sāmoa) là một lễ kỷ niệm hàng năm của ngôn ngữ ở New Zealand được hỗ trợ bởi chính phủ và các tổ chức khác bao gồm cả UNESCO. Tuần lễ ngôn ngữ Samoa được bắt đầu tại Úc lần đầu tiên vào năm 2010

## Hệ thống chữ viết và bảng chữ cái
Những cuộc tiếp xúc lần đầu tiên với người châu Âu bắt đầu vào thế kỷ 18 và theo sau là thời kỳ thuộc địa tại Thái Bình Dương. Người Samoa không có chữ viết cho đến giai đoạn đầu đến giữa thế kỷ 19 khi các nhà truyền giáo Ki-tô giáo bắt đầu ghi chép ngôn ngữ bằng chữ cái Latinh này để phục vụ cho mục đích giảng đạo. Năm 1834, một lối chính tả cho tiếng Samoa đã được Đoàn Truyền giáo Luân Đôn đưa ra và chúng được in ấn vào năm 1939. Kinh thánh hoàn chỉnh đầu tiên (Tusi Pa'ia, Sách Thánh) bằng tiếng Samoa được hoàn thành và xuất bản vào năm 1862.

### Chữ cái
Bảng chữ cái tiếng Samoa chỉ bao gồm 14 chữ cái: năm nguyên âm, a e i o u, và chín phụ âm, f g l m n p s t v. Tên vào đó, có hai dấu phụ: một dấu âm dài (fa'amamafa) được dùng để biểu thị năm nguyên âm dài là ā ē ī ō ū, trong manu 'động vật', mānu 'bè, lênh đênh'. Một dấu móc khác, ʻ (koma liliu hay 'okina), được dùng để biểu thị âm tắc thanh hầu, giống như các ngôn ngữ Polynesia khác.